# Дрипетида (кћи Дарија III)
Дрипетида (старогрчки: Δρυπῆτις или Δρύπετις), млађа кћерка Дарија III, била је супруга Хефестиона, Александровог војсковође и блиског пријатеља. Диодор и Аријан наводе да су се венчали у исто време кад и Александар и Статејра на тзв. Свадби у Сузи. Према Плутарху, убијена је 323. п. н. е. заједно са својом сестром Статејром, по Роксанином наређењу и у дослуху са Пердиком.